# ミハイル・ゾーシチェンコ
ミハイル・ミハイロヴィチ・ゾーシチェンコ（ロシア語: Михаил Михайлович Зощенко、ウクライナ語: Михайло Михайлович Зощенко、1894年8月10日（ロシア暦7月29日）サンクトペテルブルク - 1958年7月22日レニングラード）はソ連の作家。文芸サークルセラピオン兄弟の一人として、主に風刺小説を執筆した。

## 生涯
ゾーシチェンコは1894年の7月29日（露暦、西暦では8月10日）にロシア帝国のペテルブルクで生まれた（ウクライナのポルタヴァを出生地、または1894年を生年とする資料もある）。彼の父親はウクライナの小貴族でモザイク師であり、ペテルブルクのスヴォロフ美術館の内装を担当した人物であった。
1913年に高等中学校を卒業した後1915年からサンクトペテルブルク大学法学部で学ぶが、学業には余り熱意を見せず、一年も経たない内に第一次世界大戦に士官として参戦し戦功を立てる。しかし戦場で毒ガスに侵され、健康を害したために除隊となる。一旦はペトログラード（以前のペテルブルク）に帰還し小説を執筆するが、1918年にロシア内戦が激化すると、毒ガスの後遺症が完治していないにも拘らず赤軍に入隊し、翌年に除隊となった。
その後1921年になるまでゾーシチェンコは、警官や簿記、靴職人や指物師、鳥の飼育家や私立探偵、郵便局長など様々な職を転転とした。しかし1921年にはペトログラードの文芸サークル「セラピオン兄弟 Серапионовы братья」に参加し本格的な文学活動を行うと共に、フェーディンやカヴェーリンら他の若い文筆家達と親交を結んだ。そうして1922年に最初の著作である「ナザル・イリッチ、シニェブリューホフ旦那の物語 Рассказы Назара Ильича, господина Синебрюхова」を発表、スカース（物語り）と呼ばれる手法と誇張や方言、俗語、専門用語などを巧みに織り交ぜた文体でソヴィエト社会を諷刺した。
一躍時代の寵児となったゾーシチェンコはその後も「蘇った青春 Возвращенная молодость」（1933年）、「空色の本 Голубая книга」（1935年）などの著作を行った。ゾーシチェンコの簡潔ながらも諷刺と諧謔に満ちた文体は多くの読者を魅了し、作曲家のショスタコーヴィッチにも影響を与えた。
1941年に大祖国戦争が勃発するとゾーシチェンコは、カザフ・ソヴィエト社会主義共和国のアルマ・アタ（現在のアルマトイ）に避難し、モスフィルムの撮影所で脚本家として活動した。その後1943年にモスクワに移り、雑誌「鰐 Крокодил」の編集者となる。また1944年から1946年にかけては戯曲家として精力的に創作を行い、中でも「帆布の鞄 Парусиновый портфель」はレニングラード劇場で200回も公演されるなど人気を呼んだ。

### ジダーノフ批判とその後
文筆家としてそれなりの成功を収めていたゾーシチェンコであったが、1946年になるとその風刺的な文体は、当時ソ連邦を席捲していたジダーノフ批判の格好の標的とされた。同年の8月にソ連邦共産党中央委員会で文芸活動に於ける思想統制強化が決議されると、真っ先に「日の出の前に Перед восходом солнца, 1943年」を始めとしたゾーシチェンコの作品が槍玉に挙げられ、政治局員ジダーノフの猛烈な非難を浴びた。その結果ゾーシチェンコは、同じくジダーノフに激しく糾弾された詩人のアンナ・アフマートヴァと共にソヴィエト作家同盟を除名された上に、その作品は全て出版と流通が禁止された。以後スターリンの死まで彼は私物を売却したり、翻訳家の仕事をしたりして糊口を凌ぐ貧困生活を強いられた。
1953年にスターリンが死去し、ジダーノフ批判で糾弾された芸術家達の名誉回復が始まると、ゾーシチェンコもまた1955年にソヴィエト作家同盟への復帰と著作の出版を許された。しかしながら、検閲によって作品に大幅な修正が加えられるなど、作家活動は完全に自由ではなかった。ゾーシチェンコは雑誌「鰐」や「ともしび Огонёк」で執筆し、作家活動復帰の僅か3年後の1958年にひっそりと世を去った。

## 作品と評価
彼の死後漸く1968年と1978年に、それぞれグロモフとイサコヴィッチによる全集が刊行されたが、どちらも政治的な理由から大きな改訂が加えられており、ソ連邦に於けるゾーシチェンコの作品の完全な公開は社会主義体制の崩壊まで待たなくてはならなかった。一方西ヨーロッパやアメリカ合衆国では、比較的早い時期からゾーシチェンコの作品が修正されること無くロシア語を含めた各言語で出版されていた為、西側のソヴィエト文学の研究者には比較的よく知られていた。